# Xestoleberis guangdongensis
Xestoleberis guangdongensis is een mosselkreeftjessoort uit de familie van de Xestoleberididae. De wetenschappelijke naam van de soort is voor het eerst geldig gepubliceerd in 1983 door Gou & Huang.